# Македоно-канадски народен съюз
Македоно-канадски народен съюз (на английски: Macedonian Canadian People's League) е лява политическа организация на македонските емигранти в Канада, чиято главна цел е пропагандиране формирането на самостоятелна македонска държава.
Според таен доклад на канадското правителство от 1944 година, истинската цел на организацията е да включи Македония в България.
Основен противник на организацията е Македонската патриотична организация.